# Veiligheidsregio Hollands Midden

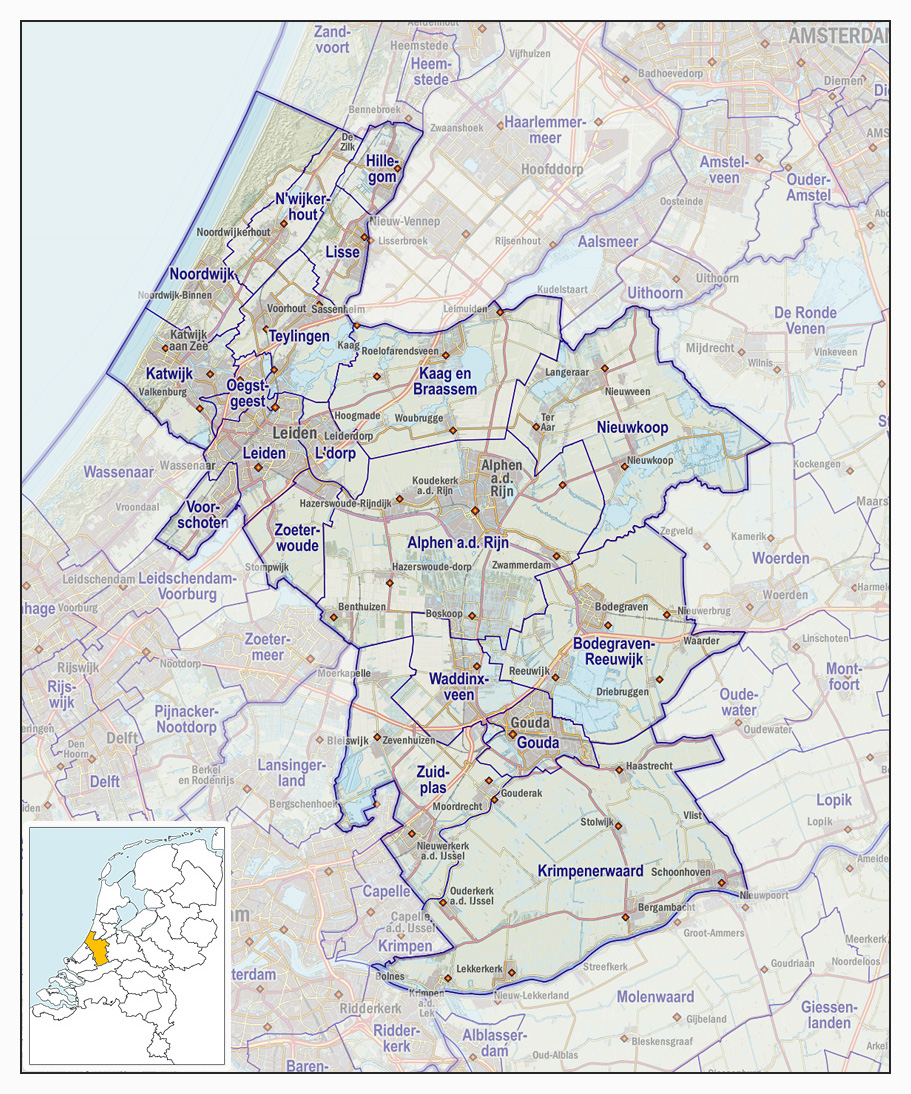
Veiligheidsregio Hollands Midden, impressie van het landschap; indeling van gemeenten (2017); sinds 2019 is Noordwijkerhout onderdeel van de gemeente Noordwijk

De Veiligheidsregio Hollands Midden (VRHM) is een veiligheidsregio binnen de Nederlandse provincie Zuid-Holland.

## Regioprofiel
- Inwoners: 769.800 (2013, CBS)
- Landoppervlakte: 831 km²
- De regio kent enkele van de laagstgelegen plaatsen in Nederland: bij Nieuwerkerk bijna -7 m.
- Door de geografische vorm en de vele gemeenten is binding van gemeenten in de regio moeilijk: Katwijk en Schoonhoven liggen geografisch relatief ver uit elkaar.
- Het Groene Hart staat onder druk van de oprukkende Randstad.
- Direct ten westen van Leiden bevindt zich de voormalige militaire Vliegbasis Valkenburg (gesloten per juli 2006). Er komen woningen en een asielcentrum.
- Twee attractieparken in Alphen aan den Rijn: Archeon en Avifauna. Verder attractiepark Keukenhof in Lisse.

## Risico's

### Terrein
- BRZO (Besluit Risico's Zware Ongevallen 2015) risicolocaties ten westen van Gouda, op industrieterreinen tussen Leiden en Alphen aan den Rijn, en ten noorden van Oegstgeest.
- Bij extreem veel hemelwater bestaat er risico op wateroverlast. De regio kent een complex dijkensysteem en het land kent veel hoogteverschillen ónder NAP. De regio kent zodoende een aantal 'badkuipen'.

### Infrastructuur
- Vervoer van gevaarlijke stoffen over de A4 van en naar Europoort/Amsterdam.
- Vervoer van gevaarlijke stoffen over de A12 van en naar Europoort/Duitsland.
- Vervoer van gevaarlijke stoffen over het spoor van en naar Europoort/Amsterdam/Duitsland.
- Een deel van de HSL-zuid (HogeSnelheidsLijn) loopt over (en onder) het grondgebied van de regio. Ten oosten van Leiden is een lange tunnel geboord om het plattelandslandschap te ontzien.
- Even ten noordoosten van de regio ligt de Luchthaven Schiphol. Een deel van het aankomend/vertrekkend vliegtuigverkeer gaat over het noorden van deze regio.

### Sociaal-fysiek
- Attractiepark "Keukenhof" in Lisse kan bij warmte en grote drukte risico's opleveren voor openbare orde en veiligheid.
- Attractieparken "Archeon" en "Avifauna" bij Alphen aan den Rijn kunnen bij warmte en grote drukte risico's opleveren voor openbare orde en veiligheid.

## Instanties
- Brandweer: Brandweer Hollands Midden
- GHOR: GHOR Hollands Midden
- Gemeenten: 18.
  - Alphen aan den Rijn, Bodegraven-Reeuwijk, Gouda, Hillegom, Kaag en Braassem, Katwijk, Krimpenerwaard, Leiden, Leiderdorp, Lisse, Nieuwkoop, Noordwijk, Oegstgeest, Teylingen, Voorschoten, Waddinxveen, Zoeterwoude, Zuidplas
- Provincie Zuid-Holland
- Politie: Eenheid Den Haag
- Justitie
- Waterschappen: 4.
  - Rijnland, Schieland en de Krimpenerwaard, Amstel Gooi en Vecht, De Stichtse Rijnlanden.
- Rijkswaterstaat
- Ziekenhuizen
- Defensie
- Energiesector

## Bestuurlijke organisatie
Het veiligheidsbestuur en het regionaal college kennen een aansluitende vergadering. Het dagelijks bestuur bestaat uit ten minste vijf en maximaal acht leden, inclusief de voorzitter. Bij de aanwijzing wordt rekening gehouden met de geografische spreiding van de gemeenten waaruit de leden afkomstig zijn. Het veiligheidsbestuur is verantwoordelijk voor multidisciplinaire rampen- en crisisbeheersing. Met de veiligheidsregio Haaglanden wordt een gezamenlijke meldkamer beheerd.

## Noodverordeningen
In 2020 zijn in verband met de coronacrisis noodverordeningen van kracht geweest. Deze zijn per 1 december vervangen door landelijke regelingen.